# Nea Plagia
Nea Plagia (griechisch Νέα Πλάγια (n. pl.); im allgemeinen Sprachgebrauch auch oft verkürzt als Plagia) ist eine Ortschaft am Thermaischen Golf an der Westküste der Halbinsel Chalkidiki in Griechenland. Die Entfernung zur Hafenstadt Thessaloniki im Nordwesten beträgt ca. 46 km Luftlinie, zur Hafenkleinstadt Nea Moudania im Osten ca. 7 km Luftlinie, nach Nea Triglia im Norden sind es ca. 5 km Luftlinie und zur Präfekturhauptstadt Polygyros im Landesinneren der Chalkidiki sind es ca. 25 km Luftlinie. Unmittelbar östlich der Ortschaft befindet sich die Ortschaft Flogita, die zum Gemeindebezirk Moudania gehört.
Von seiner Gründung am 26. Februar 1926 bis zur Gemeindereform 1997 war Nea Plagia eine eigenständige Landgemeinde (griechisch κοινότητα kinotita). Hernach war es ein Gemeindebezirk der Gemeinde Triglia (griechisch Δήμος Τριγλίας Dimos Triglias) in der Präfektur Chalkidiki. 2010 ging es zusammen mit der Gemeinde Triglia in der neuen Gemeinde Nea Propondida auf, in der es den Status einer Ortschaft (Τοπική Κοινότητα Topiki Kinotita) innehat. Zum Ortsgebiet von Nea Plagia gehört der Ort Metochi mit 184 Einwohnern.
Nea Plagia wurde am 9. August 1924 von griechischen Flüchtlingen aus Ostthrakien (heutige europäische West-Türkei) nach der Niederlage Griechenlands im Griechisch-Türkischen Krieg (1919–1923) und dem nachfolgend im Vertrag von Lausanne 1923 vereinbarten „Bevölkerungsaustausch“ als Siedlung gegründet. Der Name Nea Plagia leitet sich wie bei anderen Ortschaften mit ähnlicher Siedlungsgeschichte aus dem Ursprungsort Plagia durch den Vorsatz von Neu (griechisch Νέα) ab. Die Ursprungsortschaft der Flüchtlinge, Plagia, befand sich 30 km westlich des heutigen Istanbul. Anfang des 20. Jahrhunderts wies die Ursprungssiedlung Plagia 160 griechische Familien und eine jüdische Familie auf. Am 24. Mai 1924 verließen die griechischen Familien das ursprüngliche Plagia und siedelten nach Nea Plagia um. Vor der Besiedlung war das Gebiet von Nea Plagia Sumpfland und wurde durch die Besiedelung von Nea Plagia in Ackerland umgewandelt.
Aufgrund seiner Nähe zu Thessaloniki und dessen Metropolregion hat sich Nea Plagia von einem agrarisch geprägten Ort in ein Tourismuszentrum gewandelt. Eine umfangreiche Bautätigkeit – besonders von Ferienwohnungen für Menschen aus Thessaloniki und Nordgriechenland – hat die Ortschaft entsprechend wachsen lassen und hinsichtlich ihres optischen Eindrucks verändert. Diese Entwicklung spiegelt sich auch an der Einwohnerzahl. 1981 hatte Nea Plagia 844 Einwohner, 1991 1.066 Einwohner und 2001 1.433 Einwohner (bezogen auf das Ortsgebiet, entsprechend der ehemaligen Landgemeinde). Geschäfte und Freizeiteinrichtungen (Cafés, Restaurants, Bars) finden sich vorwiegend an der Straße entlang des mittelkörnigen Sandstrandes von Nea Plagia.
Nea Plagia ist mittels asphaltierten Straßen an die Nationalstraße 67 von Thessaloniki nach Nea Moudania angeschlossen. Diese verläuft im Norden von Nea Plagia von Nordwest nach Südost durch das Gebiet der Ortschaft und wird gegenwärtig zur Autobahn 67 ausgebaut. Der öffentliche Nahverkehr sowie auch Fernverkehr wird ausschließlich über Busse realisiert (KTEL). Eine Eisenbahnanbindung ist nicht existent. Der nächste internationale Flughafen ist der von Thessaloniki.